# 新幹線総合指令所
新幹線総合指令所（しんかんせんそうごうしれいしょ）は、東海旅客鉄道（JR東海）・西日本旅客鉄道（JR西日本）・九州旅客鉄道（JR九州）共同の新幹線輸送指令所である。東京都内に所在する。JR西日本では東京新幹線総合指令所、JR九州では東京指令所と呼んでいる。

## 概要

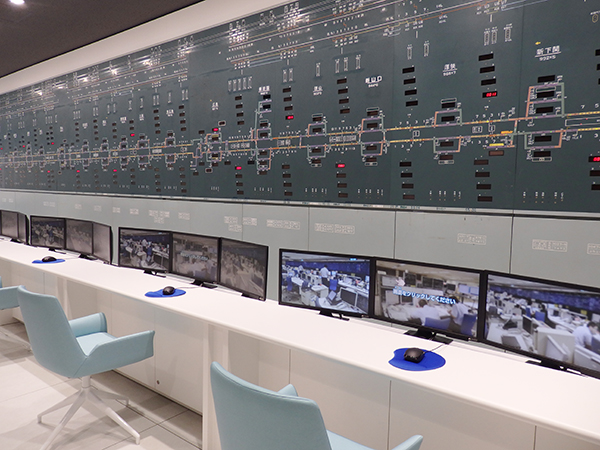
京都鉄道博物館に再現された指令所

同時にそれぞれの会社の組織に属しており、JR東海新幹線鉄道事業本部、JR西日本山陽新幹線統括本部、JR九州本社鉄道事業本部新幹線部の所属にある。
平時は当指令所で東海道・山陽新幹線の指令業務・運行管理と九州新幹線博多駅 - 新鳥栖駅間の運行管理を行っている。また、地震被災時などの緊急時に備えて第二総合指令所が大阪に設置されており、通常時から異常時訓練や東京から最新のダイヤグラムを転送して、早期に対応可能な体勢をとっている。
国鉄時代から民営化初期は、住所・所在地も公開され、一般からの見学も受け付けていたが、その後の社会情勢の変化により、現在は詳細な場所を非公開扱いとしている。
指令所内の正面には、東海道・山陽・九州新幹線の東京駅 - 新鳥栖駅間における運行状況を示す総合表示盤が設置されており、どの列車がどの位置に存在するかが一目で分かる仕組みになっている。博多駅 - 新鳥栖駅間の表示は、九州新幹線開通と博多駅の拡張にあわせて追加されたもので、それまでの表示盤に継ぎ足しされて作られている。なお、九州新幹線の新鳥栖駅 - 鹿児島中央駅間の表示盤は正面の総合表示盤に向かって右側に別途設けられている。
JR九州は当指令所以外にも博多総合指令センターの新幹線総合指令室で九州新幹線指令システム（SIRIUS）を使用し、主要な指令業務と運行管理はそちらで行っている。
2010年3月13日より九州新幹線の全通前の準備関係で、九州新幹線の列車番号の末尾のアルファベットが独自のFから東海道・山陽新幹線と同じAに変更された。2010年11月からは東海道・山陽新幹線の運行管理システムである新幹線運行管理システム (COMTRAC)と九州新幹線の運行管理システムである九州新幹線指令システム (SIRIUS) が接続され、3新幹線の運行状況を一元的に把握できるようになった。
2007年10月17日、JR東海定例会見で各新幹線にて不具合発生時の運行ダイヤ調整対応においてJR各社で協議した結果、当指令所に新たに九州新幹線担当者を置く対応策を発表し、実施に関して2010年12月8日のJR東海社長会見で当指令所にJR九州の九州新幹線担当指令長が常駐し、各新幹線の輸送障害が他の新幹線に波及しないよう運行管理を一体的に行うことが発表され、2010年12月以降、JR九州の九州新幹線指令長も常駐している。

## セクション
運行管理はそれぞれの列車運行管理システム、JR東海・JR西日本「新幹線運行管理システム (COMTRAC)」、九州新幹線「九州新幹線指令システム (SIRIUS)」 を使用し、各系統の運輸系指令と工務系指令で編成されている。
- 輸送指令（列車担当）
- 輸送指令（旅客担当）
- 運用指令
- 施設指令
- 電力指令
- 信号通信指令